# Протий
Про́тий — самый лёгкий изотоп водорода, обозначается символом 1H. Ядро протия состоит из одного протона. Название было предложено 15 июня 1933 года Юри, Мерфи и Брикведде в письме редактору научного журнала «The Journal of Chemical Physics», в котором они писали, что произвели название «протий» (англ. protium) от греческого слова «protos» («первый»).
Протий составляет 99,9885 ± 0,0070 % от общего числа атомов водорода во Вселенной и является наиболее распространённым нуклидом в природе среди изотопов всех химических элементов. Обычно, когда говорят о водороде, имеют в виду именно лёгкий водород — протий.
Протий — единственный стабильный нуклид, не имеющий нейтронов в ядре (атом содержит один протон и один электрон).